# Петер Фердинанд Австрийский
 Эрцгерцог Петер Фердинанд Австрийский (Петер Фердинанд Карл Людвиг Сальватор Мария Иосиф Леопольд Антон Руперт Пий Панкрас Австрийский, принц Венгерский и Богемский, принц Тосканский) (нем. Peter Ferdinand Salvator Karl Ludwig Maria Joseph Leopold Anton Rupert Pius Pancraz von Österreich-Toskana; 12 мая 1874, Зальцбург, Австро-Венгрия — 8 ноября 1948, Санкт-Гильген, Зальцбург, Австрия) — австро-венгерский аристократ и военный деятель, командующий армией Австро-Венгрии во время Первой мировой войны. Титулярный великий герцог Тосканский с 2 мая 1921 по 8 ноября 1948 год.

## Биография
Родился 12 мая 1874 года в Зальцбурге (Австро-Венгрия). Третий сын эрцгерцога Фердинанда IV Австрийского (1835—1908), последнего великого герцога Тосканского (1859—1860), и его жены, принцессы Алисы Бурбон-Пармской (1849—1935). Два его старших брата, эрцгерцоги Леопольд Фердинанд и Иосиф Фердинанд, были женаты морганатическими браками.
Петер Фердинанд сделал карьеру в австро-венгерской армии. В 1908 году он получил чин полковника, в 1911 году был произведен в генерал-майоры, а 23 апреля 1914 года он получил чин фельдмаршал-лейтенанта. В начале Первой мировой войны в августе 1914 года он командовал 25-й пехотной дивизией, с которой в составе Второго австро-венгерского корпуса воевал против Российской империи в Галиции и Южной Польше. Позднее генерал Мориц фон Ауффенберг обвинял эрцгерцога Петера Фердинанда в действиях по предотвращению окружения 5-й русской армии в ходе битвы при Комарове. В июне 1915 года Петер Фердинанд был освобожден от командования 25-й дивизией.
17 апреля 1917 года эрцгерцог Петер Фердинанд был восстановлен и в чине генерала от инфантерии получил под своё командование армейский корпус на Итальянском фронте. Его войска защищали Ортлер, а затем прикрывали фланг 14-й немецкой армии во время битвы при Капоретто. 15 августа 1918 года его корпус, находившийся в Трентино, был переименован в 5-й армейский корпус. С 26 октября 1918 года он командовал 10-й армией в Тренто от имени генерал-фельдмаршала Александра фон Кробатина.
После окончания Первой мировой войны эрцгерцог Петер Фердинанд вынужден был эмигрировать из Австрии и проживал в Люцерне (Швейцария). В 1935 году он вновь вернулся в Австрию.
В 1921 году после вступления своего старшего брата, эрцгерцога Иосифа Фердинанда (1872—1942), в морганатический брак, эрцгерцог Петер Фердинанд стал главой тосканской линии Габсбург-Лотарингского дома и титулярным великим герцогом Тосканским.
8 ноября 1948 года 74-й летний эрцгерцог Петер Фердинанд Австрийский скончался в Санкт-Гильгене и был похоронен на местном кладбище.

## Брак и дети

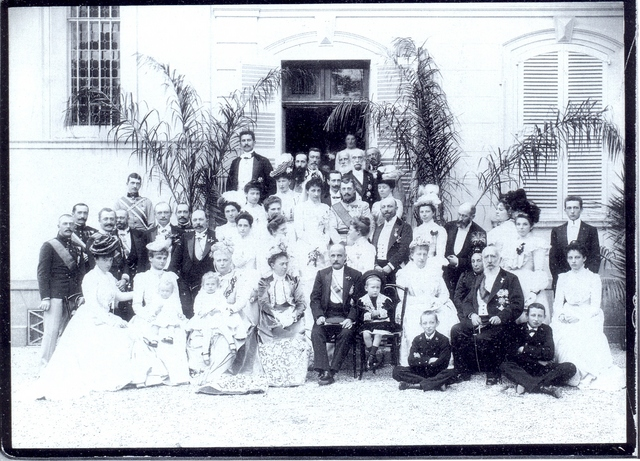
Свадьба эрцгерцога Петера Фердинанда Австрийского и принцессы Марии Кристины Бурбон-Сицилийской в Каннах, 1900 год

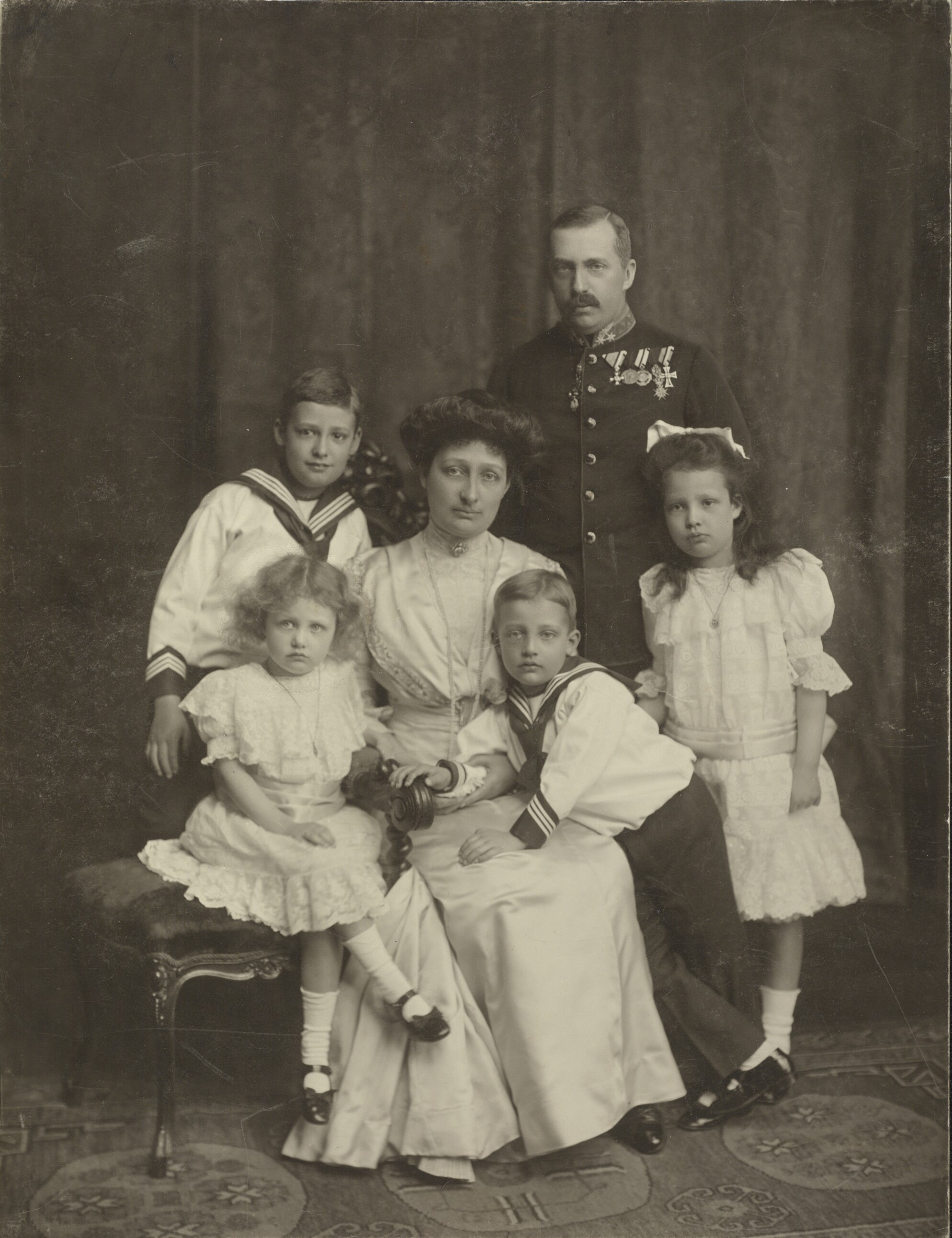
Эрцгерцог Петер Фердинанд Австрийский с женой и четырьмя детьми, 1909 год

8 ноября 1900 года в Каннах (Франция) эрцгерцог Петер Фердинанд Австрийский женился на принцессе Марии Кристине Бурбон-Сицилийской (10 апреля 1877 — 4 октября 1947), дочери принца Альфонсо Бурбон-Сицилийского, графа ди Казерта (1841—1934), принцессы Антуанетты Бурбон-Сицилийской (1851—1938) . Супруги имели в браке двух сыновей и двух дочерей:
- Эрцгерцог Готфрид Австрийский, принц Тосканский (14 марта 1902 — 21 января 1984), титулярный великий герцог Тосканский (1948—1984). Был женат с 1938 года на принцессе Доротее Баварской (1920—2015). Их дети:
  - Эрцгерцогиня Елизавета Австрийская (род. 2 октября 1939)
  - Эрцгерцогиня Алиса Австрийская (род. 29 апреля 1941)
  - Эрцгерцог Леопольд Франц Австрийский (25 октября 1942 — 23 июня 2021)
  - Эрцгерцогиня Мария Антуанетта Австрийская (род. 16 сентября 1950)
- Эрцгерцогиня Елена Австрийская, принцесса Тосканская (30 октября 1903 — 8 сентября 1924), муж с 1923 года Филипп Альбрехт, герцог Вюртембергский (1893—1975). У них родилась одна дочь:
  - Герцогиня Мария Кристина Вюртембергская (род. 2 сентября 1924), муж с 1948 года принц Георг Хартманн Лихтенштейнский (1911—1998)
- Эрцгерцог Георг Австрийский, принц Тосканский (22 августа 1905 — 21 марта 1952), женат с 1936 года на графине Марии Валери фон Вальдбург-Цайль-Хохенемс (27 июня 1913 — 8 июля 2011). Супруги имели девять детей:
  - Эрцгерцог Гунтрам Австрийский (19 августа 1937 — 21 апреля 1944)
  - Эрцгерцог Радбот Австрийский (род. 23 сентября 1938)
  - Эрцгерцогиня Мария Кристина (8 апреля 1941 — 4 января 1942)
  - Эрцгерцогиня Вальбурга Австрийская (род. 23 июля 1942)
  - Эрцгерцогиня Верена Австрийская (21 июня 1944 — 5 января 1945)
  - Эрцгерцог Иоганн Австрийский (род. и ум. 27 декабря 1946)
  - Эрцгерцогиня Катарина Австрийская (род. 24 апреля 1948)
  - Эрцгерцогиня Агнесса Австрийская (род. 20 апреля 1950)
  - Эрцгерцог Георг Австрийский (род. 28 августа 1952)
- Эрцгерцогиня Роза Австрийская, принцесса Тосканская (22 сентября 1906 — 17 сентября 1983), муж с 1928 года Филипп Альбрехт, герцог Вюртембергский (1893—1975). Супруги имели шесть детей:
  - Герцогиня Хелена Вюртембергская (29 июня 1929 — 22 апреля 2021)
  - Герцог Людвиг Альбрехт Вюртембергский (23 октября 1930  — 6 октября 2019)
  - Герцогиня Елизавета Вюртембергская (2 февраля 1933 — 29 января 2022)
  - Герцогиня Мария Тереза Вюртембергская (род. 12 ноября 1934)
  - Герцог Карл Вюртембергский (1 августа 1936 — 7 июня 2022)
  - Герцогиня Мария Антония Вюртембергская (31 августа 1937 — 12 ноября 2004).

## Награды
- Мобилизационный Крест 1912/1913 год
- Военно-Юбилейный Крест 1908 год
- Военно-Юбилейная Медаль 1898 год
- Крест «За военные заслуги» 3-го класса
- Австрийский орден Леопольда
- Орден Железной короны 1-го класса
- Австрийский орден Леопольда 1-го класса
- Орден Заслуг гражданских и военных (Тоскана)
- Орден Золотого руна